# Хуко
Хуко (рус. Хуко, адиг. Хыкъуэ) тектонско је језеро смештено у јужном делу Краснодарског краја Русије, уз саму границу његовог Сочинског округа са аутономном републиком Адигејом. Налази се у западном делу Великог Кавказа, на око 5 км западно од Черкеског превоја, и око 6 км југозападно од планине Фишт. Територијално се налази на подручју Кавкаског резервата биосфере. Недалеко од језера налази се планина Хуко са надморском висином од 1.900 метара. 
Језеро има овални облик, благо издужен у смеру југоисток-северозапад, максималне дужине око 260 метара, и ширине око 150 метара. Површина језерске акваторије је 27.500 м² (0,027 км²), просечна дубина воде у језеру је око 7 метара, максимална до 10 метара. Површина језера се налази на надморској висини од 1.744 метра. Обале око језера су углавном високе, са висинама између 5 и 100 метара, а обала је нешто нижа и равнија једино у његовом североисточном делу. Језеро Хуко нема ни једну природну притоку и отоку, а ниво воде у њему је стабилан током целе године. 
Језеро се налази на самој граници вегетацијске зоне високопланинских четинарских шума и планинских ливада, у подручју са обилним снежним падавинама током зиме. Снежни покривач зими достиже дебљину и преко 5 метара и задржава се све до јуна месеца, а неретко се по језеру могу видети комади леда и током августа месеца. Температура воде у језеру ни током лета не прелази +15 °C.
Занимљиво је да у језеру не обитавају ни животињске ни биљне врсте.